# Stružinecká pahorkatina
Stružinecká pahorkatina je krajinná oblast (horopisná jednotka) a geomorfologický okrsek o rozloze 50,17 km² v jihozápadní části Sečské vrchoviny, součást pohoří Železných hor v regionálním členění georeliéfu (tvaru zemského povrchu) Česka. Leží z hlediska administrativně správního z větší části na jihozápadě v okrese Havlíčkův Brod a okrajem v okrese Žďár nad Sázavou, náležejících do Kraje Vysočina, na dvou lokalitách v severovýchodní části v okrese Chrudim náležejícím do Pardubického kraje.
Krajinná oblast nepravidelného tvaru, připomínající ovál, orientovaný ve směru SSZ – JJV, nejdelší vzdálenost okrajových míst činí přibližně 12 km na spojnici Trhová Kamenice – Vojnův Městec, v nejširším místě severovýchod – jihozápad zhruba 4,5 km na linii Jasné Pole – Rovný.
V rozsahu celé plochy je zvláště chráněným územím, přibližně polovinou rozlohy součástí Chráněné krajinné oblasti Železné hory, východní část v Chráněné krajinné oblasti Žďárské vrchy.
Typem georeliéfu členitá pahorkatina v nadmořských výškách přibližně 525–660 m, tvořená vyvřelinami železnohorského plutonu (granodiorit, metagabro, metadiorit), v severozápadní části a na jihovýchodě horninami amfibolit, zelená břidlice, fylit a metaryolit v souvrství vítanovské série hlinského proterozoika a paleozoika (hlinská zóna).
Nejnižší poloha pahorkatiny situována v nadmořské výšce kolem 525 m n. m. na úrovni hladiny řeky Chrudimky jižně od Trhové Kamenice, v blízkosti přírodní památky Mlýnský rybník a rybník Rohlík.
Horopisem (orografie) směrem k jihovýchodu postupně stoupá, nejvyšších nadmořských výšek nad 600 m dosahuje pahorkatina nad Stružincem, mezi nejvyšší vrcholy patří Barchanec (624,0 m n. m.) s rozložitou a zalesněnou vrcholovou částí, v pohledu od jihovýchodu ze svahů nad Benátky, nevýraznou.
Nejvyšší bod leží na významném vrcholu se zeměpisným jménem (oronymum) Křížový vrch (660,5 m n. m.), zaměřený trigonometrický bod (č. 48 trigonometrického listu 2425) České státní trigonometrické sítě se nachází na ploše zemědělsky obdělávaného pole na katastrálním území městyse Krucemburk v okrese Havlíčkův Brod náležejícím do Kraje Vysočina.

## Geografie
Stružinecká pahorkatina leží v geografii Česka poměrně nedaleko jejího geografického středu (obec Číhošť v okrese Havlíčkův Brod), přibližně 35,8 km východním směrem (93°) je vzdálený Stružinec.
Pahorkatina v polohách 525 až 660 m n. m. je okrajovou částí Sečské vrchoviny v podhůří Železných hor. Vymezit území lze přibližně obcemi (místy) po jejím obvodu od nejsevernějšího bodu nad řekou Chrudimkou: Trhové Kamenice (přírodní památka Mlýnský rybník a rybník Rohlík) – řeka Chrudimka (podél koryta proti směru toku) – levostranný přítok Slubice – soutok Slubice a Černého potoka – Košinov (část obce Studnice) – Vojnův Městec (svahy Pěničkova kopce v poloze 590 m n. m. nad rybníkem Šišmák) – Krucemburk (polohy kolem 600 m n. m. jihozápadního svahu Křížového vrchu s vrcholem 660,52 m n. m.) – Ždírec nad Doubravou (Janský potok pod Kohoutovem) – Horní Studenec (potok Cerhovka) – Nový Studenec (lokalita Stráně) – Hudeč – Rovný – Slavíkov (rybník Stržený) – lesní lokalita V kačenách (západně od přírodní rezervace Maršálka) – Křemenice (koryto Dlouhého potoka v polesí Smrčina) – Možděnice (Bačkovskýho kopec 620,02 m n. m.) a opět řeka Chrudimka před Trhovou Kamenicí.

### Původ názvu
Zeměpisné jméno (oronymum) je odvozeno od sídelní lokality Stružinec (části města Ždírec nad Doubravou), ležící na severo-severozápadním svahu vrcholu Barchanec (624,0 m n. m.), širší okolí kopce je typické pro krajinný ráz plochou malého území na jihovýchodě Železných hor.

### Geomorfologie a přírodní poměry

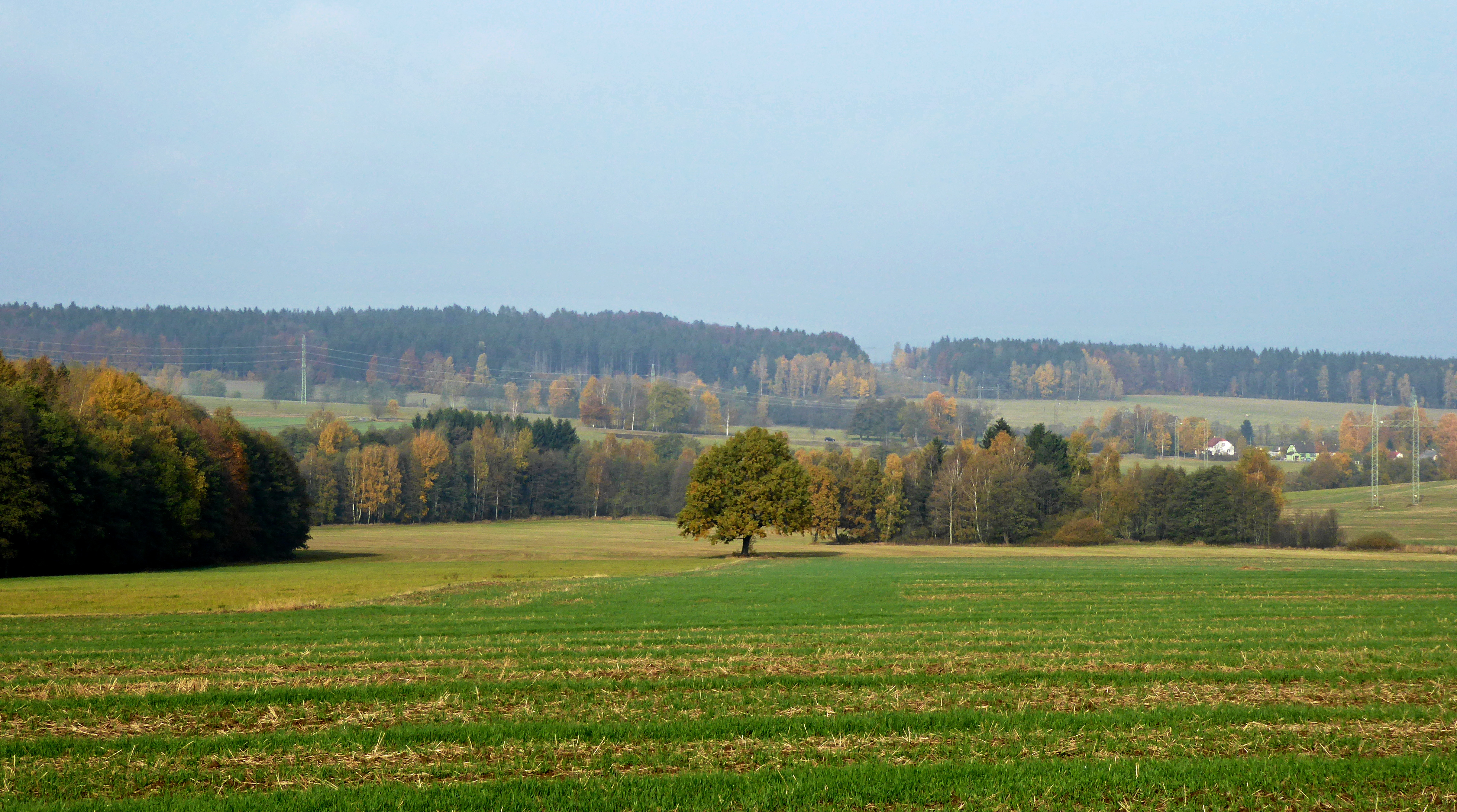
Barchanec (624 m n. m.) v mlžném oparu na obzoru, od jihovýchodu nevýrazný vrch v zalesněném pásu pahorkatiny, v zářezu terénu potok Slubice, domy náleží do vesnice Chlum (pohled ze svahu Křížového vrchu)

Geomorfologie řadí Stružineckou pahorkatinu mezi geomorfologické okrsky v rámci regionálního členění georeliéfu provedeného systémově pro celé území Česka. Řádově nejnižší geomorfologická jednotka se dále nedělí, charakterizuje ji obecně typ georeliéfu se stejným původem povrchových tvarů zemského povrchu a s podobnou výškovou polohou. V seznamu geomorfologických jednotek je označena pětimístným indexem IIC-3B-3.
Tvoří spolu s dalšími třemi okrsky skladebnou část geomorfologického podcelku Sečská vrchovina (index IIC-3B). Přibližně od Podmoklan k Trhové Kamenici a od ní k Vojnovu Městci sousedí s horopisně nejvyšším geomorfologickým okrskem Kameničská vrchovina (index IIC-3B-1). V některých polohách je v absolutních hodnotách horopisně vyšší, než Skutečská pahorkatina (index IIC-3B-2), okrsek Sečské vrchoviny shodný typem georeliéfu. Svojí plochou je druhým nejmenším okrskem geomorfologického podcelku, za Podhradskou kotlinou (index IIC-3B-4).
Z hlediska historie geomorfologického vývoje reliéfu krajiny náleží Stružinecká pahorkatina do geomorfologického celku Železné hory (index IIC-3). Členitá pahorkatina s plochým povrchem holoroviny byla utvářena zejména vyvřelinami nasavrckého a ranského plutonu.
Přírodní oblast náleží do 4. až 5. vegetačního stupně, je zalesněna většinou smrkem, méně jedlí a bukem. Rozlohou větším bukovým porostem je například pokryta část vrcholu Barchanec (624,0 m n. m.) mezi sídelními lokalitami, vesnicemi Stružinec a Benátky, částmi města Ždírec nad Doubravou.
Na jihozápadě je geomorfologická jednotka okrajovou částí Sečské vrchoviny, sousedí s Havlíčkobrodskou pahorkatinou (index IIC-2C). Stružinecká pahorkatina se potkává s jejími geomorfologickými okrsky Dářská brázda (index IIC-2C-3), od Vojnova Městce (nad rybníkem Šišmák) směrem na Krucemburk na jižních svazích Křížového vrchu (660,5 m n. m.) ke Ždírci nad Doubravou (korytu Janského potoka pod Kohoutovem) a Sobíňovský hřbet (index IIC-2C-4), od Ždírce nad Doubravou ve směru na Horní Studenec (potok Cerhovka) a Nový Studenec, až k pravostrannému bezejmennému přítoku Cerhovky u Podmoklan.

### Geologie
Geologické podloží tvoří horniny migmatit, granodiorit, gabro (metagabro), diorit (metadiorit) a v menší míře žulorula (hornina na přechodu mezi granitem a rulou). V oblasti vodních toků a nádrží je nivní sediment tvořený hlínou, pískem a štěrkem kvartéru.
V oblasti Horního Studence, části města Ždírec nad Doubravou, významná hydrogeologická lokalita na území Národního geoparku Železné hory (překrývá západní část Stružinecké pahorkatiny, omezený silnicí I/37 v úseku Trhová Kamenice – Ždírec nad Doubravou a hranicí geomorfologického okrsku, pokračujícího v severozápadním směru k Trhové Kamenici).

### Vodstvo
Vodstvo je přírodním fenomenem Stružinecké pahorkatiny, na větší části území náleží do povodí Chrudimky (Dlouhý potok), na jihovýchodě do povodí Doubravy (Janský potok pod Kohoutovem). Nejvýznamnější řekou je Chrudimka, protékající okrajovou částí pahorkatiny. Koryto řeky v rámci Sečské vrchoviny odděluje na levém břehu ležící Stružineckou pahorkatinu od sousední Kameničské vrchoviny. Cenná je zejména tzv. říční krajina s meandrující Chrudimkou a částečně původní vegetací, na území Stružinecké pahorkatiny v úseku od levostranného přítoku Slubice směrem k Trhové Kamenici.
Významný pro krajinu je Dlouhý potok, levostranný přítok řeky Chrudimky pod východním svahem vrcholu Na Veselém Kopci (578,5 m n. m.). Přitéká ze směru od Křemenice a přivádí vodu pro dva průtočné a plochou největší rybníky v oblasti, s názvy Kaprovec a Dlouhý rybník. Dlouhý potok odvádí vodu několika jeho bezejmenných přítoků, mezi obcemi Vysočina (místní částí Možděnice) a Slavíkov (místní částí Dlouhý) napájí rybníky Náveský, Návesní a Smrčinský.
Plochou menší bezejmenná vodohospodářská díla a také vodní nádrže Hliňák a Starý rybník byly vybudovány v okolí Kocourova (místní část Slavíkova). V několika lokalitách tvoří průtočné vodní nádrže rybniční soustavy (Kocourov, Dlouhý, Možděnice).
Malá vodní díla jsou vybudována v horním toku Slubice, největší rybník Mlynářka leží v obci Chlum, průtočné rybníky také pod částí obce Benátky (Ždírec nad Doubravou) na potoku Janský v povodí řeky Doubravy.
Několik bezejmenných vodotečí, pravostranných přítoků Barchaneckého potoka, stéká západními svahy vrcholu Barchanec (624 m n. m.). Barchanecký potok protékající údolím pod Stružincem má prameniště v lokalitě se dvěma rybníky nazvanými Kabáty I (též Vesta) a Kabáty II (též Kabátov). Vodohospodářská díla jsou vybudována na okraji lesních prostorů Barchanec a Kabáty (od něho pojmenování rybníků).

#### Rybník Jánuš
Barchanecký potok přivádí vody do průtočného rybníka Jánuš, v mapách uváděný též s názvem Januš, s rozlohou 13 ha a vybudovaného před více než sto lety, lze ho nalézt již v letech 1836 až 1852 na historicky starých mapách. Jeho rozsáhlé břehové porosty s rákosinami jsou útočištěm vodního ptactva a více druhů žab, s významnou rosničkou zelenou. Rybník je rekreační lokalitou s chatovou osadou.

#### Zajímavost lokality Železných hor
Barchanecký potok a průtočný rybník Jánuš uvedl geolog a petrograf Jindřich Vodička (1920–2006) za součást jihovýchodní hranice Železných hor, vedené zhruba na spojnici mezi městy Ždírec nad Doubravou – Hlinsko – Skuteč, ve své poslední práci z roku 1997 publikované ve sborníku Železné hory očima geologa.

## Ochrana přírody a krajiny
Z hlediska ochrany přírody a krajiny je Stružinecká pahorkatina rozsahem celé plochy zvláště chráněným územím. Východní část překrývá Chráněná krajinná oblast Žďárské vrchy a jen o málo menší západní část Chráněná krajinná oblast Železné hory s botanicky významnou přírodní památkou Buchtovka. Hranici mezi chráněnými krajinnými oblastmi tvoří silnice I/37 v úseku Ždírec nad Doubravou – Trhová Kamenice.

### Přírodní památka Buchtovka
V zalesněných svazích pod Zuberským vrchem jsou přírodně významné malé vodoteče, levostranné přítoky řeky Chrudimky. Ze směru od Zubří, po úbočí bezejmenného vrcholu s nadmořskou výškou 590,3 m v lesním prostoru Buchtovka a v lesní lokalitě Na vrších po svahu Bačkovského kopce (620 m n. m., na turistické mapě uvedena pouze výšková kóta bez názvu), stékají bezejmenné potoky do údolí s vlhkými loukami a s vybudovaným odvodňovacím systémem snižujícím hladinu spodní vody.
Voda z potoků vytváří podmáčený terén s mokřady, rašelinnými a slatinnými loukami. Lokalita je zvláště chráněné území přírodní památky Buchtovka (název odvozen od jména polesí) a patří mezi botanicky nejbohatší místa Chráněné krajinné oblasti Železné hory.

### Přírodní památka Zadní rybník
Na území Stružinecké pahorkatiny zasahuje jihozápadní část přírodní památky Zadní rybník u Trhové Kamenice s údolní nivou řeky Chrudimky, mokřady a dřevinnými porosty. Nejvýraznější dominantou lokality je rybník Velká Kamenice s plochou 17 ha a v letním období s květy leknínu bělostného. V břehových porostech hnízdí řada ptáků, mezi nimi i moták pochop. Na svém tahu se zde zastavuje husa velká.

### Přírodní památka Mlýnský rybník a rybník Rohlík
Úzká okrajová část s břehovými porosty a mokřady přírodní památky Mlýnský rybník a rybník Rohlík leží v oblasti Stružinecké pahorkatiny s meandrující řekou Chrudimkou. Kolem Chobotovského potoka (pravostranný přítok Chrudimky, Kameničská vrchovina) se vytvořil pás vodního a mokřadního přírodního společenstva s výskytem chráněných a ohrožených druhů rostlin a živočichů. Na hrázi rybníka Velká Kamenice navazuje zvláště chráněné území na přírodní památku Zadní rybník.

## Kulturní krajina
Podle historických pramenů některých obcí v oblasti podporoval osidlování krajiny kolem dnešní řeky Chrudimky také český král Václav II. Na stráních nad řekou a kolem ní byly postupně zakládány rozptýlené usedlosti. Ze 14. století pochází zmínky o původních stavbách kolem vodních toků, byly budovány mlýny, pily (například Králova Pila, jedna z nejstarších v Čechách, tzv. jednuška) a také hamry, odtud pochází i název Svobodné Hamry, dnes části obce Vysočina.
Koncem 14. století se v oblasti rozvíjelo železářství, se kterým souviselo budování vodních technických zařízení (jezy, náhony, rybníky), produkce dřevěného uhlí a s ní mýcení lesů a zakládání dřevařských osad. S příchodem osídlenců začala výstavba zemědělských usedlostí a s produkcí rolníků souvisela stavba mlýnů na řece Chrudimce a vydatnějších přítocích. V historii kulturní krajiny jsou zmínky také o rybniční tvrzi, kterou vlastní vladykové z Kocurova, dnes Kocourov, část obce Slavíkov.
V 15. století vzpomínaná bývalá osada Možděnice, s drobnými rolníky a také lesními a rybničními dělníky, obklopená devíti rybníky s mlýnem a pilou, z roku 1814 pochází roubená škola, dnes v části obce Vysočina, vzniklé pod uměle vytvořeným názvem v roce 1960, sloučením dříve samostatných obcí Možděnice, Rváčov a Svobodné Hamry se Dřevíkovem, sídlem obecního úřadu.
V průběhu 16. století rozvoj rybníkářství, také za účelem chovu ryb. Nad soutokem Dlouhého potoka s řekou Chrudimkou vznikla původně tzv. pasekářská osada Veselý Kopec, z roku 1653 o ní pochází bližší zmínka. Ve stejném období vznik Dřevíkova, kterým procházela obchodní cesta z Čech na Moravu, v bývalé osadě se na počátku 18. století usídlila židovská menšina a vystavěla postupně na sebe navazující domky v uličce s bývalou školou, synagogou, draslovnou a vinopalnou, za vsí leží bývalý židovský hřbitov s náhrobními kameny z 18. století.

### Stružinec
Původně osada, v letech 1961–1981 místní částí původně samostatné obce Údavy, od roku 1981 (stejně jako Údavy) částí města Ždírec nad Doubravou. Zástavbu tvoří několik původních lidových staveb ve svahu vrcholu Barchanec, na úpatí se železniční zastávkou na znamení na trati 238 (Pardubice – Havlíčkův Brod).
U dřevěné zvoničky uprostřed sídelní lokality skupina pěti lip srdčitých více než sto let starých, s obvodem kmenů 240–365 cm a kolem 30 m výšky, podle pověsti v roce 1908 vysázeny k 60. výročí uvedení Františka Josefa I. na trůn v bývalém Rakousku-Uhersku. Pod lipami pamětní deska se jmény padlých v I. a II. světové válce.
Ve Stružinci vzácný cca 20 m vysoký jilm horský, památný strom. V minulosti velkou měrou jilmy usychaly vlivem houbového onemocnění zvané grafióza, proto je tento strom považován za vzácnost.
Stružinec je dostupný pozemní komunikací (silnicí III/03711) odbočující ze silnice I/37 v části obce Údavy, místní komunikace ve Stružinci zakončena, pokračuje lesní cesta přes vrchol Barchanec (624 m n. m.) do Benátek (část Ždírce nad Doubravou).
Turistická značená trasa Klubu českých turistů není do Stružince vedena, místo je dostupné lesními a polními cestami z Benátek, části Ždírce nad Doubravou a z Jasného Pole, části Všeradova, z turistické trasy vedené kolem rybníka Jánuš (žlutě značený úsek Veselý Kopec – Chlum, viz sekce Turistika).

### Veselý Kopec – muzeum v přírodě

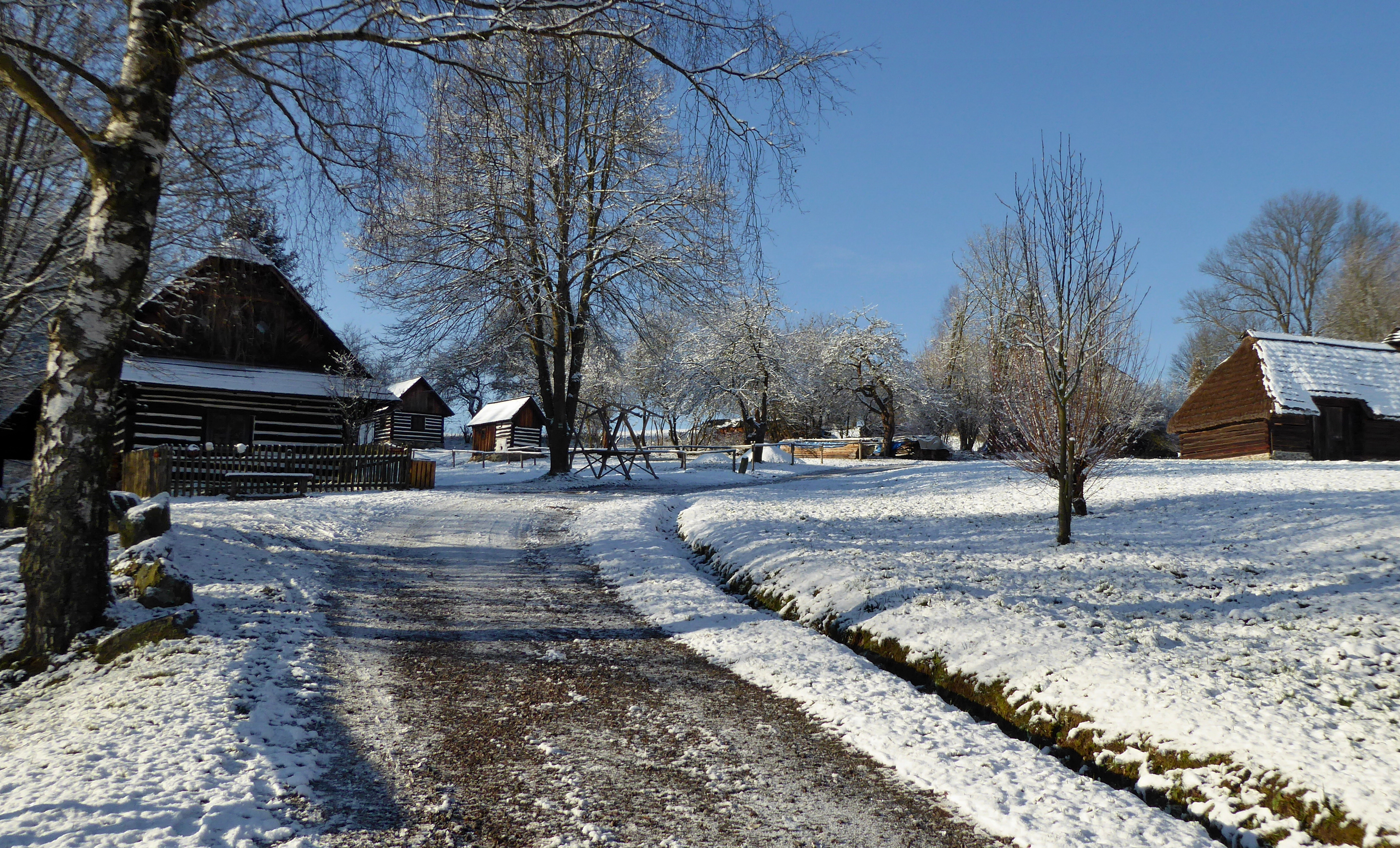
Veselý Kopec, expozice Muzea v přírodě Vysočina ve svahu vyvýšeniny Na Veselém Kopci (579 m) nad řekou Chrudimkou

Krajinářsky a kulturně-historicky v oblasti Stružinecké pahorkatiny významný Veselý Kopec, část obce Vysočina. Nad soutokem Dlouhého potoka s řekou Chrudimkou, na východních svazích vrcholu Na Veselém Kopci (578,5 m n. m.), vybudována kolem původního lidového stavení celá vesnice z přenesených objektů do muzea v přírodě (tzv. skanzenu podle švédského vzoru).
Muzeum v přírodě Vysočina dokumentuje jedinečným způsobem osidlování, lidovou architekturu a řemesla v části oblasti Českomoravské vrchoviny (Železných hor a Hornosvratecké vrchoviny).

#### Filmařská destinace
Původní lidové stavby z Českomoravské vrchoviny zakomponované do přírodní scenerie Železných hor byly využity filmaři a Veselý Kopec se několikrát stal filmařskou lokací. V prostředí muzea v přírodě se natáčely filmy, např. v průběhu těchto roků :
- 1983 – Putování Jana Amose, historické drama,[20] režisér Otakar Vávra
- 1984 – Poklad hraběte Chamaré, historické drama,[21] režisér Zdeněk Troška
- 1985 – Políčko, televizní inscenace, režisér Jiří Bělka
- 1988 – Cirkus Humberto, televizní seriál, režisér František Filip
- 1993 – Nesmrtelná teta, filmová pohádka, režisér Zdeněk Zelenka
- 1993 – Sedmero krkavců, filmová pohádka, režisér Ludvík Ráža
- 1995 – Golet v údolí, film na motivy knihy spisovatele Ivana Olbrachta, režisér Zeno Dostál
- 1996 – Lotrando a Zubejda, filmová pohádka, režisér Karel Smyczek
- 1998 – Jak přišli kováři k měchu, televizní pohádka,[22] režisérka Vlasta Janečková
- 1999 – Zakletý vrch, televizní pohádkový příběh,[23] režisérka Vlasta Janečková
- 2005 – A tou nocí nevidím ani jedinou hvězdu, německý životopisný film o spisovatelce Boženě Němcové, režisérka Dagmar Knöpfel
- 2005 – O ševci Ondrovi a komtesce Jůlince, televizní pohádka,[24] režisér Zdeněk Kozák ml.
- 2007 – Tři životy, filmová pohádka podle předlohy spisovatelky Boženy Němcové, režisér Jiří Strach
- 2008 – Český Honza, televizní pohádka,[25] režisér Zdeněk Kozák ml.

## Turistika
Stružinecká pahorkatina na turistických mapách 1:50 000 v edici Klubu českých turistů uvedena ve třech částech, severozápadní (Trhová Kamenice – Všeradov) na mapovém listu č. 45 s názvem Železné hory, jihozápadní (Všeradov – Ždírec nad Doubravou) na mapovém listu č. 46 s názvem Havlíčkobrodsko a jihovýchodní (Všeradov – Vojnův Městec) na mapovém listu č. 48 s názvem Žďárské vrchy.

### Turistické trasy
Krajinnou oblastí prochází několik turistických značených tras Klubu českých turistů, dvě z nich jsou součástí pojmenovaných tras na území Česka.

#### Cesta Karla Havlíčka Borovského
Červená trasa v úseku Chlum (od Černého potoka) – Krucemburk (jihozápadní svah Křížového vrchu); vedena nejvyššími partiemi Stružinecké pahorkatiny. Zajímavosti: polní cesta stoupající od Chlumu do svahů Křížového vrchu je rozhledovým místem, také k vrcholu Barchanec (624 m n. m.), v pohledu mezi Benátkami (Kraj Vysočina) a Chlumem (Pardubický kraj) málo výrazným, širokým a mělkým údolím je vedena silnice I/34 (úsek Ždírec nad Doubravou – Hlinsko), oddělující dvě chráněné krajinné oblasti – Žďárské vrchy a Železné hory. Severně od významného výškového bodu Křížový vrch (660,5 m n. m.) je trasa vedena nad mokřady s prameništěm potoka Slubice. Celá trasa z Hlinska pokračuje přes Havlíčkovu Borovou do Havlíčkova Brodu (celkem 18 km dlouhá).

#### Vlastivědná stezka Krajem řeky Chrudimky
Zelená trasa v úseku Všeradov (Králova Pila) – Vysočina (Veselý Kopec, Dřevíkov a Svobodné Hamry); podél Chrudimky, nejvýznamnější řeky oblasti. Zajímavosti: meandrující řeka Chrudimka, lidové stavby v lokalitách Železných hor, Muzeum v přírodě Vysočina. Vlastivědná stezka je vedena od Filipovského pramene řeky Chrudimky směrem k údolní nádrži Seč a do Chrudimi, zeleně značená trasa od Veselého Kopce pokračuje cennými partiemi Železných hor kolem přírodních památek Zadní rybník, Mlýnský rybník a rybník Rohlík a přírodních rezervací Zubří a Polom.
 Žluté trasy:
- Veselý Kopec – Chlum na území Chráněné krajinné oblasti Žďárské vrchy; z nejnižších poloh u řeky Chrudimky přes centrální část k nejvyšším bodům v oblasti Stružinecké pahorkatiny. Zajímavosti: Veselý Kopec u soutoku Dlouhého potoka s řekou Chrudimkou (muzeum v přírodě), Jasné Pole s vyhlídkou na vrcholy Přední (693 m n. m.) a Zadní Hradiště (682 m n. m.) v Kameničské vrchovině (po neznačené lesní cestě dostupný Stružinec se železniční zastávkou), rekreační oblast u rybníka Jánuš (též Januš), Chlum (část města Hlinska, původně zámek z 18. století pro pobyt biskupů, dnes v majetku obce a nepřístupný, kostel sv. Petra a Pavla ze 2. pol. 17. století s hvězdicově zaklenutým presbytářem).
- Zubří – Horní Studenec na území Chráněné krajinné oblasti Železné hory; vedená Národním geoparkem Železné hory s hydrogeologickými lokalitami s mnoha potoky a rybníky. Zajímavosti: Zubří (Zuberský vrch (650,8 m n. m.), lidové stavby, kaple sv. Jana Nepomuckého s rozhledovým místem na území Kameničské vrchoviny), lokalita na úbočí Zuberského vrchu ve východním směru s přírodní památkou Buchtovka (botanicky významná lokalita Chráněné krajinné oblasti Železné hory), Možděnice (rybniční soustava na Dlouhém potoku s rybníky Náveský, Kaprovec, Dlouhý), Kocourov s malými rybničními soustavami (v nich také rybníky Stržený, Starý a Hliňák), Rovný (Rovný rybník), Zálesí, Hudeč (suťové vodní prameny), Horní Studenec s významnou hydrogeologickou lokalitou (historické vodárenské objekty, jímací štoly mnoho desítek let staré), v obci kostel sv. Václava ze 14. století (zvon z roku 1583, odlitý tzv. Brikcim z Cimperka), nedaleko zasypaný opukový lom s nálezy zkamenělé fauny. Z oblasti Horního Studence pokračuje turistická trasa Havlíčkobrodskou pahorkatinou (na území geomorfologických okrsků Sobíňovský hřbet a Dářská brázda) do Ždírce nad Doubravou.

## Dopravní cesty
Krajinná oblast má poměrně hustou síť pozemních komunikací. V úseku Ždírec nad Doubravou – Hlinsko (část Chlum) je vedena silnice I/34 (České Budějovice – Svitavy), propojující Kraj Vysočina s Pardubickým krajem a ve stejném úseku i železniční trať Pardubice – Havlíčkův Brod (trať 238). Z Trhové Kamenice do Ždírce nad Doubravou směřuje páteřní pozemní komunikace – silnice I/37 (Trutnov – Velká Bíteš) propojující oblast Krkonoš s Českomoravskou vrchovinou a dálnicí D1 na 162. kilometru.

### Silnice
Na silnici I/34 navazují v oblasti Stružinecké pahorkatiny pozemní komunikace ve směru :
- Chlum – Košinov (silnice III/03425)
- Košinov – Rychtářka – Vojnův Městec (silnice III/03426)
- Rychtářka – Krucemburk (silnice III/03713)

Na silnici I/37 navazují v oblasti Stružinecké pahorkatiny pozemní komunikace ve směru :
- Možděnice (silnice III/3433)
- Dřevíkov / Veselý Kopec – Svobodné Hamry (silnice III/3433)
- Všeradov (silnice III/3436)
- Údavy – železniční zastávka – Stružinec (silnice III/03711)
- Rovný – Slavíkov (silnice III/34418)
- Horní Studenec a Nový Studenec (silnice III/34416)

#### Historický dopravní označník
U odbočky ze silnice I/37 u Ždírce nad Doubravou směrem na Horní Studenec (silnice III. třídy č. 34416) historický kamenný dopravní označník. V počátcích dopravy na pozemních komunikacích bylo často používáno kamenné dopravní značení jako tzv. směrový ukazatel. Řada takových označníků vznikla již v dobách formanských vozů tažených koňmi.

### Železnice
Stružineckou pahorkatinou je vedena celostátní dráha se železniční tratí 238 (Pardubice – Havlíčkův Brod) v úseku Vítanov – Ždírec nad Doubravou a se železniční zastávkou Stružinec (zastávka na znamení), z ní turisticky dostupná velká část krajinné oblasti Stružinecké pahorkatiny.
Železniční zastávka leží u silnice III/03711 spojující Údavy (silnice I/37) a Stružinec.